# Christiane Köpke
Christiane Köpke (nom de naissance : Knetsch),  née le 24 août 1956 à Brandebourg-sur-la-Havel (RDA), est une rameuse d'aviron est-allemande.

## Carrière
Elle est sacrée championne olympique de huit aux Jeux olympiques de 1976 de Montréal et aux Jeux olympiques de 1980 à Moscou.
Elle est aussi championne du monde de huit en 1975 et vice-championne du monde en 1978.